# 团琢磨

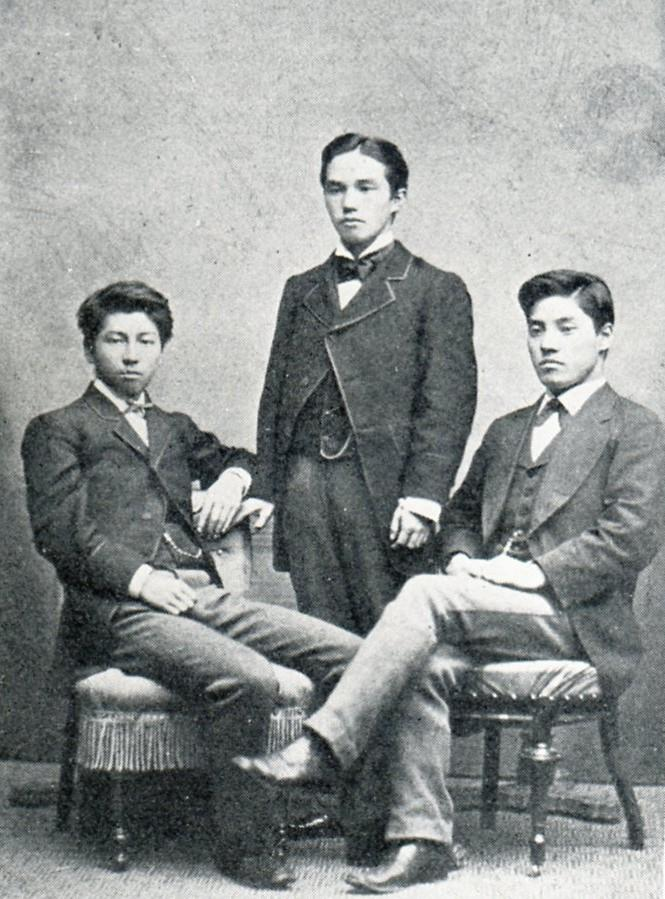
团琢磨（左）與金子堅太郎（中）及栗野慎一郎（右）於1875年在美國留學期間合影

团琢磨（日语：／ Dan Takuma，1858年9月7日—1932年3月5日），是出身于福冈县的一位日本实业家、政治家，曾任日本主要财阀三井财团的理事长。他毕业于美國麻省理工学院，与政治家金子坚太郎的妹妹结婚。1932年3月5日在血盟团事件中遭到极右翼势力刺杀身亡。